# Fontaine-Française
Fontaine-Française is een gemeente in het Franse departement Côte-d'Or (regio Bourgogne-Franche-Comté) en telt 931 inwoners (2004). De plaats maakt deel uit van het arrondissement Dijon.

## Geografie
De oppervlakte van Fontaine-Française bedraagt 30,7 km², de bevolkingsdichtheid is 30,3 inwoners per km².
De onderstaande kaart toont de ligging van Fontaine-Française met de belangrijkste infrastructuur en aangrenzende gemeenten.

## Demografie
Onderstaande figuur toont het verloop van het inwonertal (bron: INSEE-tellingen).